# Wohlsdorf (Bernburg)
Wohlsdorf ist ein Ortsteil der Stadt Bernburg (Saale) im Salzlandkreis in Sachsen-Anhalt (Deutschland).

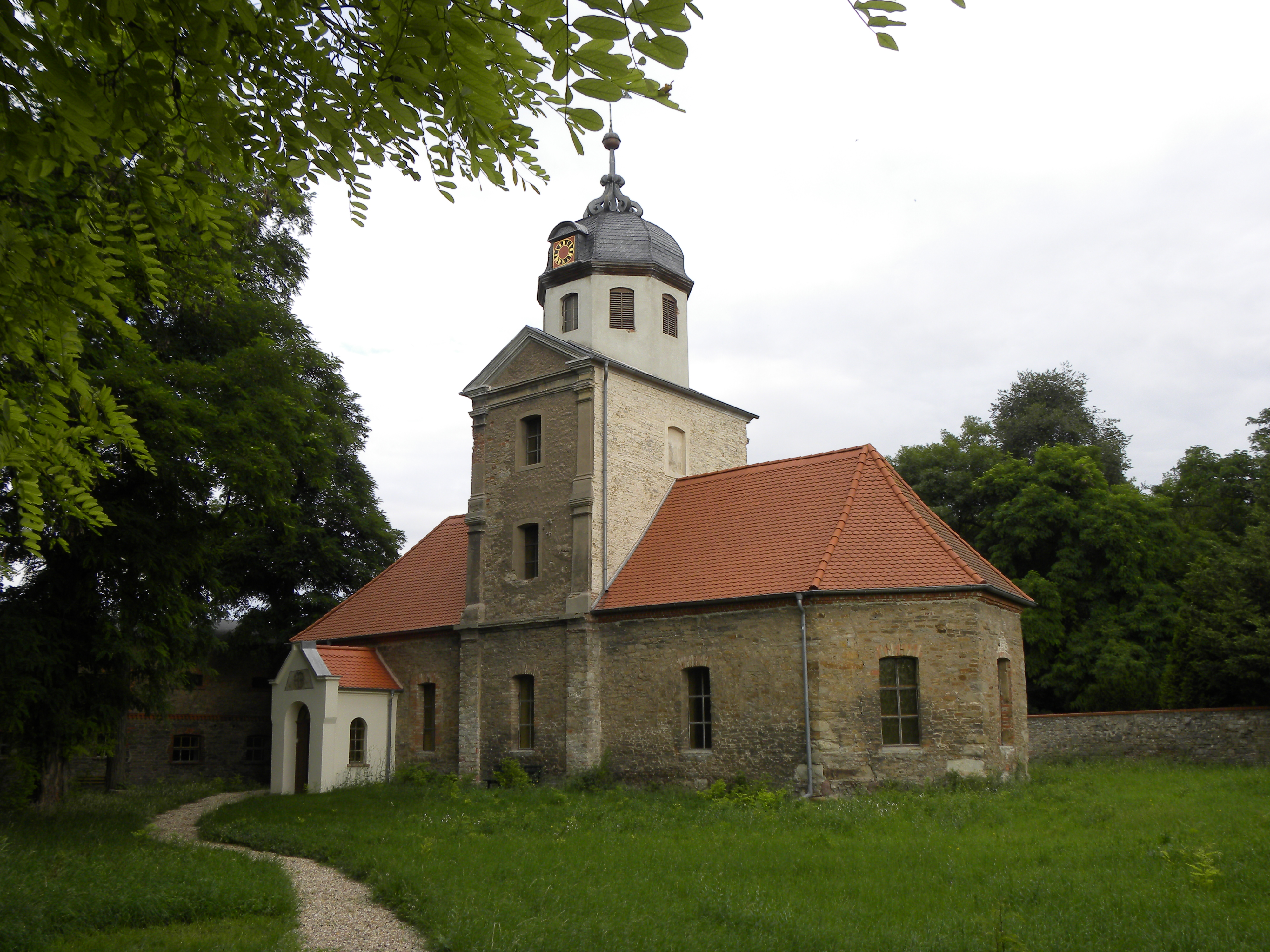
Meditationskirche Wohlsdorf

## Geografie
Wohlsdorf liegt etwa 10 km südöstlich der Kreisstadt Bernburg (Saale). Der Große Wiendorfer Teich ist das größte Binnengewässer auf dem Gebiet des ehemaligen Landkreises Bernburg.
Die Ortschaft Wohlsdorf bildet sich durch die Ortsteile Crüchern und Wohlsdorf.

## Kultur
Im Ortsteil Crüchern gibt es seit 1963 eine Schalmeienkapelle, die der Freiwilligen Feuerwehr Wohlsdorf/Crüchern angehört.

## Geschichte
Der Ort wurde erstmals im Jahr 986 urkundlich erwähnt.
Am 20. Juli 1950 wurde die bis dahin eigenständige Gemeinde Crüchern nach Wohlsdorf eingemeindet.
Die Gemeinde Wohlsdorf gehörte ab dem 1. Januar 2005 der Verwaltungsgemeinschaft Nienburg (Saale) an. Am 1. Januar 2010 wurde die bis dahin selbstständige Gemeinde zusammen mit den Gemeinden Baalberge, Biendorf, Gröna, Peißen, Poley und Preußlitz in die Stadt Bernburg (Saale) eingemeindet.

## Sehenswürdigkeiten
Die ursprünglich romanische, im 16. Jahrhundert neuerbaute Meditationskirche Wohlsdorf ist eine der Meditation dienende Einrichtung des 2008 eröffneten Lutherweges Sachsen-Anhalt. Die Felicitas-Klepp-Stiftung hat begonnen, die bereits aufgelassene Kirche zu fördern, zum Neubeginn christlichen Lebens zu führen und den Pilgern und der Dorfgemeinschaft hilfreich zur Seite zu stehen.

## Gedenkstätten
Auf dem Ortsfriedhof erinnern Grabstätten an acht sowjetische Kriegsgefangene, die während des Zweiten Weltkrieges Opfer von Zwangsarbeit wurden.

## Verkehrsanbindung
Etwa zwei Kilometer nördlich von Wohlsdorf verläuft die Bundesstraße 6 (Bernburg (Saale)–Köthen (Anhalt)). Die nächste Anschlussstelle an der Bundesautobahn 14 (Halle (Saale)–Magdeburg) liegt etwa 15 Kilometer westlich von Wohlsdorf.